# Малком Брогдон
Малком Мозиз Адамс Брогдон (енгл. Malcolm Moses Adams Brogdon; Атланта, Џорџија, 11. децембар 1992) амерички је кошаркаш. Игра на позицијама плејмејкера и бека, а тренутно наступа за Вашингтон визардсе.

## Успеси

### Појединачни
- Шести играч године НБА (1): 2022/23.
- НБА новајлија године: 2016/17.
- Идеални тим новајлија НБА — прва постава: 2016/17.

### Репрезентативни
- Панамеричке игре:  2015.